# Panzeria frontalis
Panzeria frontalis là một loài ruồi trong họ Tachinidae.